# 阿姆斯特丹大学图书馆
阿姆斯特丹大学图书馆（荷蘭語：Universiteitsbibliotheek van Amsterdam）是荷兰阿姆斯特丹大学 (UvA) 和学术医学中心 (AMC)共同拥有的一座图书馆。

## 历史
阿姆斯特丹大学图书馆最早可以追溯到1578年，当阿姆斯特丹的罗马天主教学院把书籍和手稿整理汇合，成为一个图书馆的雏形，命名为城市图书馆，它位于新教堂。1632年搬去雅典娜学院，也就是阿姆斯特丹大学的前身。1877年雅典娜学院正式改为市立大学，城市图书馆也正式成为其名下的大学图书馆。1960年代開始，圖書館主樓位於Singel 425號。
图书馆分为两部分，其最主要的一座建筑位于阿姆斯特丹Singel，还有一部门特殊藏品位于Oude Turfmarkt，它靠近阿姆斯特丹大学的考古博物馆阿拉德·皮尔逊博物馆。图书馆收藏了大量的医学书籍，还有超过40.5公里的图书和其他物品。图书馆的创建人定期捐赠一些特别的手稿和稀有版本的藏品给予图书馆。

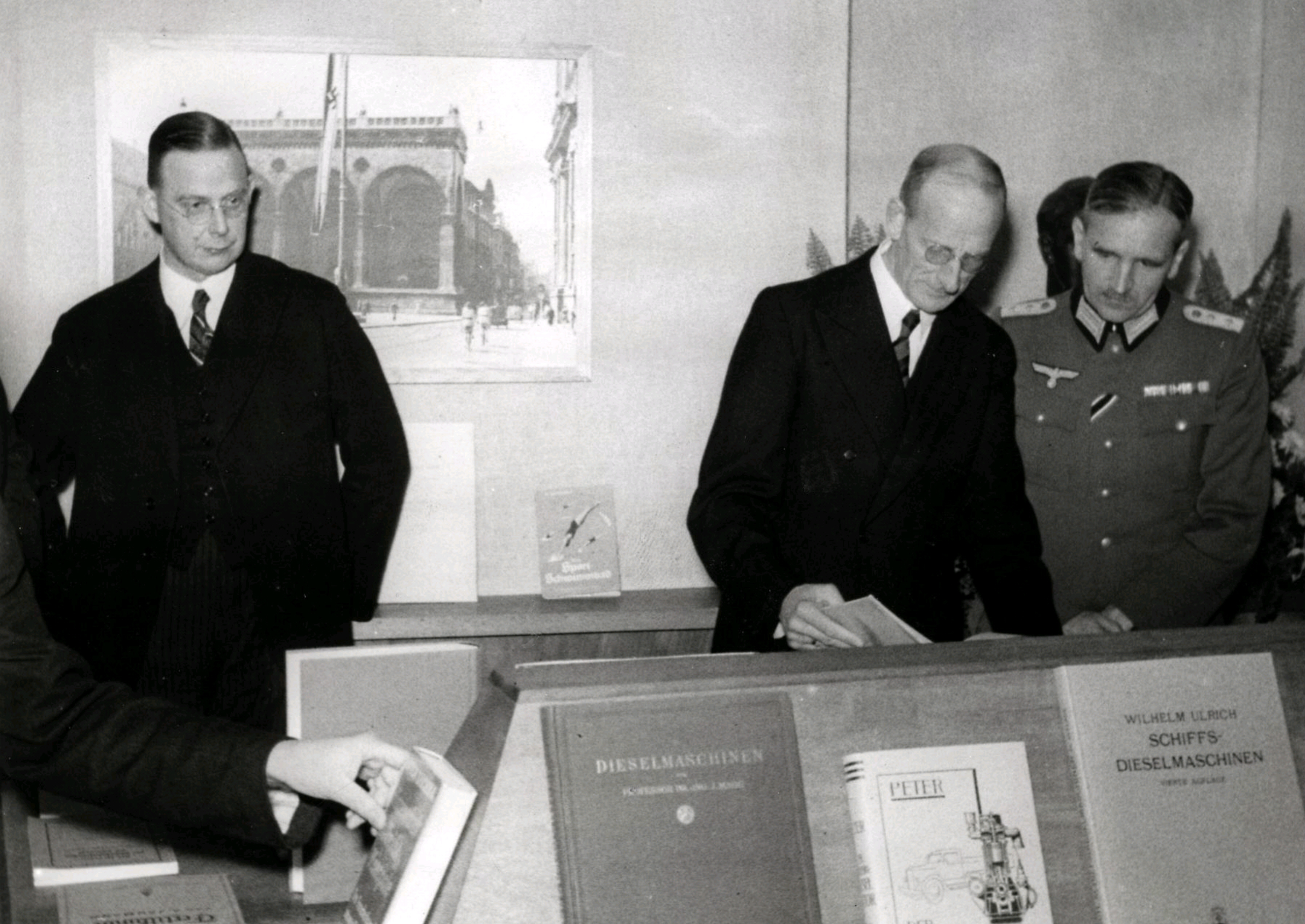
德国科学书籍展览 (1941年)

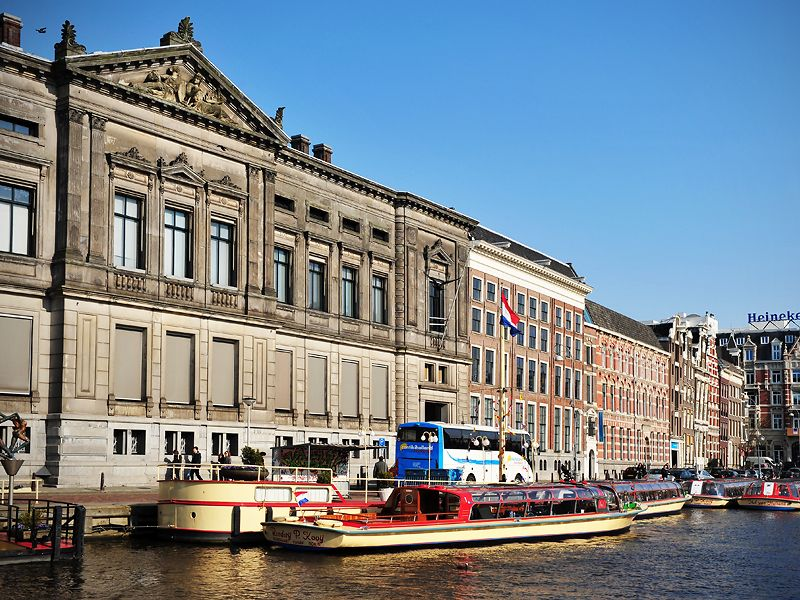
阿姆斯特丹大学特殊藏品展